# گورستان الف خیرالدین
گورستان الف خیرالدین مربوط به هزاره اول قبل از میلاد است و در شهرستان ورزقان، بخش مرکزی، دهستان ازو مدل جنوبی، ۱ کیلومتری شمال شرقی روستای خیرالدین واقع شده و این اثر در تاریخ ۱۲ شهریور ۱۳۸۶ با شمارهٔ ثبت ۱۹۳۳۹ به‌عنوان یکی از آثار ملی ایران به ثبت رسیده است.